# ヘンリー・ベネディクト・メディコット

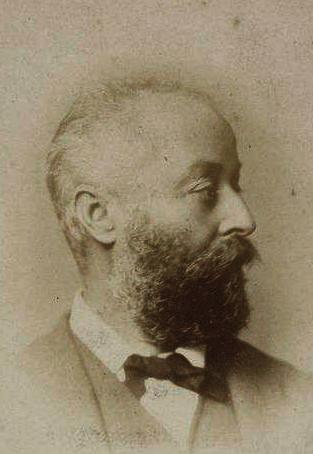
ヘンリー・ベネディクト・メディコット

ヘンリー・ベネディクト・メディコット（Henry Benedict Medlicott、1829年8月3日 - 1905年4月6日）はアイルランド生まれの地質学者である。インドの地質学的地域をあらわす用語、「ゴンドワナ」を定義した。これが後にゴンドワナ大陸の概念で用いられるようになった。

## 略歴
アイルランド、ゴールウェイ県のラックレアのアイルランド国教会の教区牧師の息子に生まれた。ダブリンのトリニティ・カレッジで土木学を学び、1851年からアイルランドの地質調査所で働いた。ウィルトシャー州の、英国地質調査所で働いた後、ヘンリー・デ・ラ・ビーチの推薦で、トーマス·オールダムにより招かれて、1854年3月からインドの地質調査に参加した。
1854年8月からルールキーで働き、ナルマダ渓谷とブンデルカンドを調査し、低ヒマラヤとシワリク地層の地質研究を行った。ヴィンディヤ山脈のカンブリア紀の地層を調べ、ゴンドワナの同時期の地層との違いを見出した。、サンスクリット語で「ゴンド族の森」を意味するこの言葉はエドアルト・ジュースが存在したことを主張した超大陸の名前として用いられることになった。
その後、レワ南部、ビハール州、アッサム州などインド各地で働いた。1876年4月に、オールダムの後任として、インドの地質調査の統括者とない、カルカッタで働いた。
1877年に王立協会のフェローに選ばれ、1888年にウォラストン・メダルを受賞した。カルカッタ大学のフェローを務め、1879年から1881年までベンガル・アジア協会の会長を務めた。
著作には1879年に、ウィリアム・トーマス・ブランフォードと共著の "Manual of the Geology of India" (「インドの地質学の手引」）や "Paleontologica Indica"（「インドの古生物学」）がある。